# روبوتاكسي

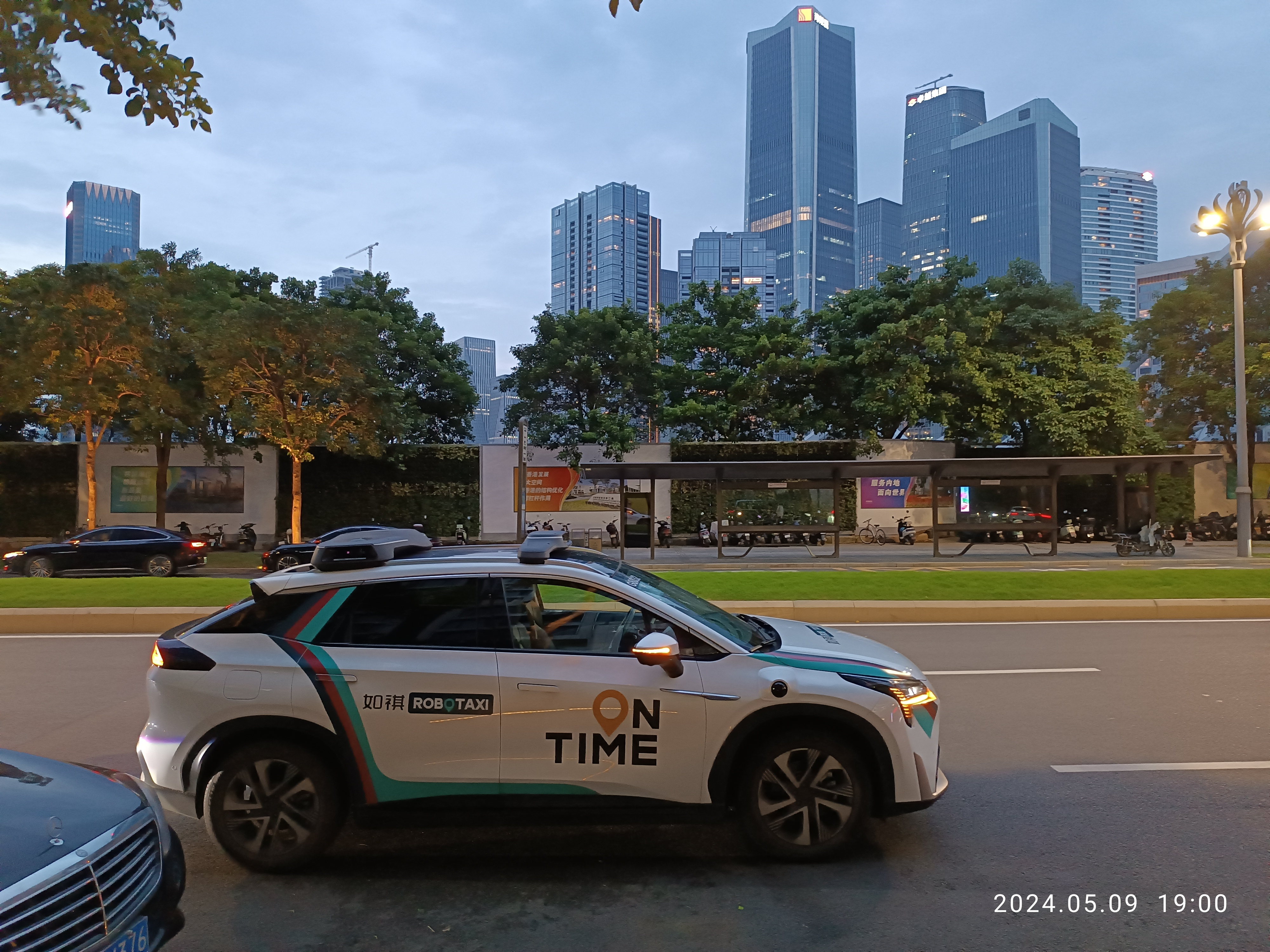
روبوتاكسي

روبوتاكسي، المعروف أيضًا باسم سيارة أجرة الروبوت، أو سيارة أجرة الروبوت، أو سيارة أجرة ذاتية القيادة أو سيارة أجرة بدون سائق، هي سيارة ذاتية القيادة ( مستوى أتمتة مركبة ذاتية القيادة 4 أو 5) يتم تشغيلها لشركة مشاركة الرحلات. افترضت بعض الدراسات أن سيارات التاكسي الآلية التي تعمل في خدمة التنقل الذاتي عند الطلب (AMoD) يمكن أن تكون واحدة من أسرع تطبيقات السيارات ذاتية القيادة على نطاق واسع وحل رئيسي للتنقل، خاصة في المناطق الحضرية. علاوة على ذلك، يمكن أن يكون لها تأثير إيجابي للغاية على سلامة الطرق، والازدحام المروري ومواقف السيارات. يمكن أن تعمل سيارات الأجرة الآلية أيضًا على تقليل التلوث الحضري واستهلاك الطاقة، حيث أن هذه الخدمات ستستخدم على الأرجح السيارات الكهربائية  وبالنسبة لمعظم الرحلات، يلزم حجم ومدى أقل للمركبة مقارنة بالمركبات المملوكة بشكل فردي. إن الانخفاض المتوقع في عدد المركبات يعني طاقة مجسدة أقل؛  ومع ذلك، يجب أن يؤخذ استهلاك الطاقة لإعادة توزيع المركبات الفارغة في الاعتبار. ستعمل سيارات الأجرة الروبوتية على تقليل تكاليف التشغيل من خلال القضاء على الحاجة إلى سائق بشري، مما قد يجعلها شكلاً من أشكال النقل بأسعار معقولة ويزيد من شعبية النقل كخدمة (TaaS) بدلاً من ملكية السيارة الفردية. وقد تؤدي مثل هذه التطورات إلى تدمير الوظائف وتحديات جديدة تتعلق بمسؤوليات المشغل. عام 2023، تسببت بعض سيارات الأجرة الآلية في حدوث ازدحام عندما أغلقت الطرق بسبب فقدان الاتصال الخلوي، وفشلت سيارات أخرى في إفساح الطريق بشكل صحيح لمركبات الطوارئ. اعتبارًا من 2023 لم تكن هناك سوى حالة وفاة واحدة مرتبطة بسيارة أجرة آلية، وهو أحد المشاة الذي صدمته سيارة اختبارية تابعة لشركة أوبر عام 2018.
توقعات بانتشار واسع وسريع لسيارات الأجرة الروبوتية - بحلول عام 2018 - لم تتحقق. هناك عدد من التجارب الجارية في مدن حول العالم، بعضها مفتوح للجمهور ويولد إيرادات. ومع ذلك، اعتبارًا من عام 2021، أثيرت تساؤلات حول ما إذا كان تقدم تكنولوجيا القيادة الذاتية قد توقف وما إذا كانت قضايا القبول الاجتماعي والأمن السيبراني والتكلفة قد تمت معالجتها.

### تكاليف المركبات
شملت جميع التجارب سيارات ركاب معدلة خصيصًا مع مساحة لشخصين أو أربعة ركاب يجلسون في المقاعد الخلفية خلف حاجز. تم استخدام ليدار والكاميرات وأجهزة الاستشعار الأخرى في جميع المركبات. تم تقدير تكلفة المركبات المبكرة عام 2020 بما يصل إلى 400000 دولار أمريكي بسبب التصنيع المخصص وأجهزة الاستشعار المتخصصة.
ومع ذلك، فقد انخفضت أسعار بعض المكونات مثل LIDAR بشكل كبير. في يناير 2021، أعلنت وايمو أن تكاليفها بلغت حوالي 180 ألف دولا/مركبة، وتكلفة تشغيلها بلغت 0.30 دولار/ميل (~0.19 دولار/ميل)، وهو أقل بكثير من أوبر وليفت، ولكن هذا يستثني تكلفة فنيي الأسطول ودعم العملاء. أعلنت شركة بايدو في يونيو 2021 أنها ستبدأ في إنتاج سيارات أجرة روبوتية بسعة 500 ألف سيارة يوان (77,665 دولار) لكل منهما. ناقشت شركة تسلا إنتاج سيارة Tesla Robotaxi بتكلفة أقل من 25000 دولار أمريكي، واعتبارًا من عام 2023، تقوم بتصميم خط تجميع يستوعب السيارة.

### اختبارات الركاب
تقوم العديد من الشركات باختبار خدمات سيارات الأجرة الروبوتية، وخاصة في الولايات المتحدة والصين. تعمل جميعها فقط في منطقة جغرافية مسيّجة. مناطق الخدمة لسيارات الأجرة الآلية، والمعروفة أيضًا باسم مجال التصميم الموضوعي (ODD)، هي مناطق مخصصة خصيصًا حيث يمكن لسيارات الأجرة الآلية تقديم الخدمة بأمان. اعتبارًا من عام 2024، سيكون Apollo Go [خطأ: تحقق من وسيط ورمز اللغة] من بايدو كانت قد نقلت أكبر عدد من الركاب، أكثر من 6 ملايين بحلول أبريل 2024. تشمل مقدمي الخدمات الآخرين في الصين AutoX و ديدي و بوني ايه آي و وي رايد، وكلها تعمل في 10 مدن أو أكثر. وفي الولايات المتحدة، تعد وايمو هي المزود الأبرز، حيث تعمل في سان فرانسيسكو وفينيكس ولوس أنجلوس. أشارت دراسة أجريت عام 2024 على وايمو إلى انخفاض بنسبة 85٪ في حوادث الإصابات لكل ميل مقطوع. تم إجراء تجارب على مركبات ذاتية القيادة أكبر حجماً، تسير على طرق محددة وتتوقف عند محطات معينة، وتستوعب ما بين 6 إلى 10 ركاب. وتعمل هذه الحافلات المكوكية بسرعات منخفضة لضمان السلامة.

### تحديات حالية أمام سيارات الأجرة الروبوتية
في الوقت الراهن، لا تقتصر التحديات التي تعيق الانتشار الواسع لسيارات الأجرة الذاتية القيادة على الجوانب التقنية فحسب، بل تمتد لتشمل أبعادًا اجتماعية أيضًا.
مثلا، تُعد مخاوف المستهلكين بشأن موثوقية وأمان هذه السيارات عقبة جوهرية. إذ قد يؤدي حدوث خلل في النظام أثناء تقديم الخدمة أو تنامي القلق من احتمال وقوع حوادث إلى تراجع ثقة المستخدمين وتقليل الإقبال عليها. بالإضافة إلى ذلك، لا يزال كثير من المستهلكين يشككون في قدرة سيارات الأجرة الروبوتية على التعامل بكفاءة مع بيئات المدن المعقدة أو التكيف مع الظروف الجوية الصعبة.[بحاجة لمصدر]

### الترخيص
في فبراير 2018، منحت ولاية أريزونا شركة وايمو تصريح لشركة شبكة النقل. وفي فبراير 2022 أصدرت هيئة المرافق العامة في كاليفورنيا(CPUC) تصاريح نشر السائقين إلى كروز و وايمو للسماح بخدمة الركاب في المركبات ذاتية القيادة مع وجود سائق أمان في السيارة. يجب أن يكون لدى هذه الناقلات تصريح نشر صالح من إدارة المركبات الآلية في كاليفورنيا (DMV) وتلبية متطلبات برنامج نشر السائقين الذي يتبع إلى هيئة المرافق العامة في كاليفورنيا. في يونيو 2022، حصلت كروز على موافقة لتشغيل خدمة سيارات أجرة روبوتية تجارية في سان فرانسيسكو.
في أبريل 2022، منحت الصين شركتي بايدو و Pony.ai أول تصاريح لها لتشغيل ونشر سيارات أجرة آلية بدون سائقين أمان على الطرق المفتوحة ضمن منطقة تبلغ مساحتها 23 ميلًا مربعًا في منطقة التنمية الاقتصادية والتكنولوجية في بكين.
في أغسطس 2023، وافقت لجنة المرافق العامة في كاليفورنيا على منح سلطة تشغيلية إضافية لشركة كروز ووايمو لإجراء خدمة ركاب تجارية باستخدام مركبات بدون سائقين أمان في سان فرانسيسكو. يتضمن الموافقة القدرة على قيام الشركتين بتحصيل أجور الرحلات في أي وقت من اليوم.

## خلفية تاريخية

### التجارب الأولى
في 18 أغسطس 2016، أعلن الرئيس التنفيذي لشركة أوبر ترافيس كالانيك أن الشركة ستفتح أسطول سيارات الأجرة ذاتية القيادة للجمهور في بيتسبرغ في الأسابيع القليلة المقبلة. في سباق ليكون الأول، أطلقت شركة نوتونوماي خدمة سيارات الأجرة الآلية بشكل مفاجئ بعد أسبوع، على الرغم من أنها كانت تستهدف اختيار أفراد من الجمهور فقط من خلال دعوة مغلقة وفي منطقة محدودة في سنغافورة. قامت شركة أوبر بإطلاق خدماتها للجمهور في سبتمبر 2016، حيث تم تخصيص سيارات بشرية أو ذاتية القيادة للعملاء بشكل متبادل عند طلب الرحلات من خلال تطبيق أوبر العادي.
وقعت شركة نوتونومايلاحقًا ثلاث شراكات مهمة لتطوير خدمة سيارات الأجرة الآلية: مع شركة جراب، منافس شركة أوبر في جنوب شرق آسيا، ومع مجموعة PSA، والتي من المفترض أن تزود الشركة بسيارات بيجو 3008 SUVs، والأخيرة مع شركة لايفت لإطلاق خدمة سيارات الأجرة الآلية في بوسطن.
في أغسطس 2017، أطلقت شركة كروز اوتوموشن، وهي شركة ناشئة ذاتية القيادة استحوذت عليها شركة جنرال موتورز عام 2016، النسخة التجريبية من خدمة سيارات الأجرة الآلية لموظفيها في سان فرانسيسكو باستخدام أسطول من 46 سيارة شيفروليه بولت EVs.

### الجدول الزمني لخدمة الاختبار والإيرادات
التجارب المذكورة لها برنامج تشغيل أمان ما لم يُنص على خلاف ذلك. بدء التجربة لا يعني استمرارها.

## المشاريع التجارية البارزة

### مجموعة أوبر للتكنولوجيا المتقدمة
بدأت أوبر تطوير المركبات ذاتية القيادة في أوائل عام 2015. وفي سبتمبر 2016 بدأت الشركة تجربة تسمح لمجموعة مختارة من مستخدمي خدمة نقل الركاب في بيتسبرغ بطلب سيارات أجرة آلية من أسطول مكون من 14 سيارة فورد فيوجن معدلة. لاحقا تم تمديد الاختبار إلى سان فرانسيسكو مع سيارات فولفو XC90 المعدلة قبل نقله إلى تيمبي، أريزونا في فبراير 2017.
في مارس 2017، تحطمت إحدى سيارات الأجرة الآلية التابعة لشركة أوبر أثناء القيادة الذاتية في ولاية أريزونا، مما دفع الشركة إلى تعليق اختباراتها قبل استئنافها بعد بضعة أيام. في مارس 2018 أوقفت شركة أوبر اختبار المركبات ذاتية القيادة بعد وفاة إلين هيرزبيرج في تيمبي، أريزونا، وهي أحد المشاة التي صدمتها سيارة أوبر أثناء محاولتها عبور الشارع، بينما كان المهندس الموجود على متن السيارة يشاهد مقاطع فيديو. توصلت شركة أوبر إلى تسوية مع عائلة الضحية.
في يناير 2021 باعت أوبر قسم القيادة الذاتية التابع لها، مجموعة التقنيات المتقدمة، إلى شركة أيرورا انوفيشن مقابل 4 مليار دولار أمريكي، واستثمار 400 مليون دولار أمريكي في شركة أورورا للحصول على حصة ملكية تبلغ 26%.

### وايمو

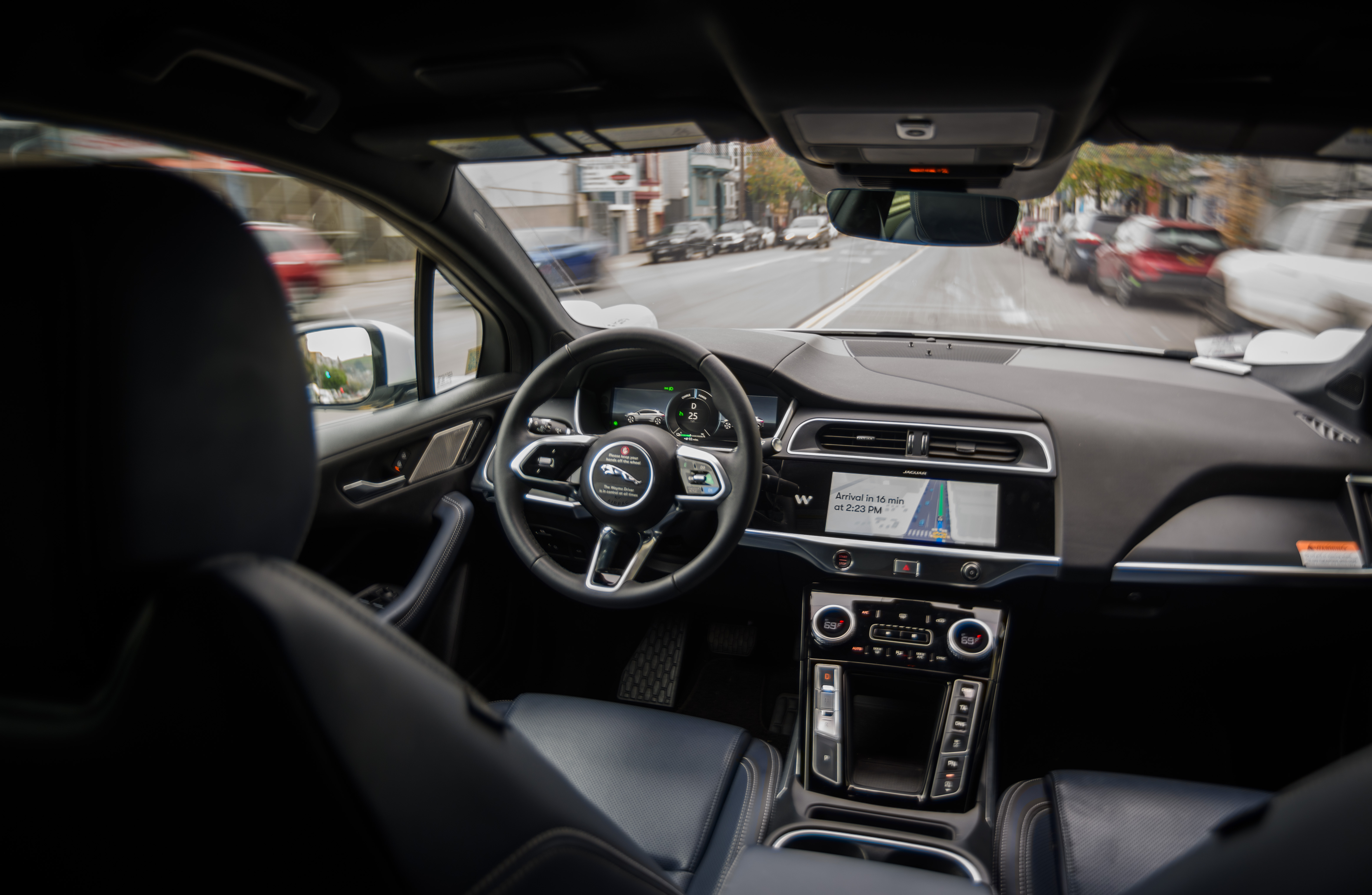
سيارة جاغوار آي-بيس من وايمو أثناء قيادتها ذاتية القيادة في سان فرانسيسكو

في بدايات عام 2017، بدأت شركة وايمو، مشروع سيارة جوجل ذاتية القيادة الذي أصبح شركة مستقلة عام 2016، اختبار كبير لسيارة أجرة آلية عامة في فينيكس باستخدام 100 ثم 500 سيارة ميني فان كرايسلر باسيفيكا هايبرد أخرى مقدمة من شركة فيات كرايسلر للسيارات كجزء من شراكة بين الشركتين. كما وقعت وايمو أيضًا اتفاقية مع لايفت للتعاون في مجال السيارات ذاتية القيادة في مايو 2017. في نوفمبر 2017، كشفت شركة وايمو أنها بدأت في تشغيل بعض مركباتها الآلية في أريزونا بدون سائق أمان خلف عجلة القيادة. وفي ديسمبر 2018، بدأت وايمو خدمة سيارات الأجرة ذاتية القيادة، والتي أطلق عليها اسم وايمو One، في ولاية أريزونا للعملاء الدافعين. بحلول نوفمبر 2019، بدأت الخدمة في تشغيل المركبات ذاتية القيادة بدون سائق احتياطي للسلامة. كانت خدمة سيارات الأجرة ذاتية القيادة تعمل في سان فرانسيسكو اعتبارًا من عام 2021. في ديسمبر 2022 تقدمت الشركة بطلب للحصول على تصريح لتشغيل رحلات سيارات الأجرة ذاتية القيادة في كاليفورنيا دون وجود مشغل بشري كنسخة احتياطية.

### بايدو أبولو
في سبتمبر 2019، أطلقت وحدة القيادة الذاتية Apollo التابعة لشركة بايدو خدمة Apollo Go robotaxi، بأسطول أولي مكون من 45 مركبة ذاتية القيادة. ومنذ ذلك الحين، توسعت خدمة Apollo Go لتشمل أكثر من 10 مدن صينية.
في أغسطس 2022، حققت بايدو انتصارًا تاريخيًا في سباق المركبات ذاتية القيادة من خلال تأمين التصاريح الأولى في الصين لنشر سيارات الأجرة ذاتية القيادة بالكامل في مدينتي ووهان وتشونغتشينغ.
في مايو 2024، كشفت شركة بايدو عن نموذج Apollo ADFM، والذي يزعم أنه أول نموذج أساسي للقيادة الذاتية من المستوى الرابع في العالم، إلى جانب روبوتات Apollo Go من الجيل السادس، والتي يمكن إنتاجها بأقل من 30 ألف دولار. وقالت الشركة أيضًا إنه بحلول أبريل 2024، جمعت أبولو أكثر من 100 مليون كيلومتر من القيادة الذاتية دون حوادث كبيرة. في أغسطس 2024، نشرت شركة أبولو جو 400 سيارة أجرة روبوتية تعمل بشكل مستقل تمامًا دون وجود أي أفراد سلامة على متنها في ووهان، وتقدم خدمة على مدار الساعة طوال أيام الأسبوع لـ 9 ملايين مقيم. تهدف شركة بايدو إلى تحقيق نقطة التعادل في الوحدة التشغيلية لبرنامج Apollo Go في ووهان بحلول نهاية عام 2024.

### جنرال موتورز كروز
في يناير 2020، عرضت شركة كروز التابعة لشركة جنرال موتورز سيارة كروز اوريجن، وهي مركبة ذاتية القيادة من المستوى 4-5، والمقصود استخدامها في خدمة نقل الركاب.
في فبراير 2022، بدأت شركة كروز خدمة سيارات الأجرة بدون سائق في سان فرانسيسكو. في فبراير 2022 أيضًا، تقدمت شركة كروز بطلب إلى الجهات التنظيمية الأمريكية (إدارة السلامة الوطنية على الطرق العامة NHTSA) للحصول على إذن لبناء ونشر مركبة ذاتية القيادة بدون ضوابط بشرية. اعتبارًا من April 2022 ، العريضة معلقة.
في أبريل 2022، كشف شريكهم هوندا عن شركائه في خدمة التنقل من المستوى 4 ليتم إطلاقها في وسط طوكيو في منتصف عشرينيات القرن الحادي والعشرين باستخدام كروز Origin.
لسوء الحظ، هناك علامات تشير إلى أن مركبات كروز ذاتية التشغيل قد تتداخل مع مركبات الطوارئ، وكانت مسؤولة عن تصادم واحد على الأقل مع شاحنة إطفاء.
في 2 أكتوبر 2023، اصطدمت مركبة كروز تعمل بشكل مستقل (بدون إشراف السائق) بمشاة. وبدلاً من التوقف فورًا، أخطأت السيارة في تحديد آلية الاصطدام وافترضت أنها اصطدمت من الجانب. ونتيجة لذلك، استمرت السيارة في سحب المشاة تحت السيارة لمدة 20 ft (6.1 m) حتى توقفت على جانب الطريق. وبما أن استجابة السيارة كانت غير مقبولة، ويبدو أن الشركة حجبت تفاصيل الحادث عن الجهات التنظيمية، فقد ألغت الجهات التنظيمية في كاليفورنيا ترخيص تشغيل هذه السيارات. استدعت شركة كروز جميع مركباتها البالغ عددها 950 مركبة في نوفمبر 2023.
وقد تم اتخاذ هذه القرارات بالتوازي مع الكشف عن المخاطر الأمنية التي تم تحديدها في وقت سابق داخل شركة الرحلات البحرية، فيما يتعلق بسلوك السيارة المناسب حول الأطفال وحول مواقع البناء.

### تسلا
توقع الرئيس التنفيذي لشركة تسلا إيلون ماسك منذ عام 2019 أن تسلا ستمتلك سيارات أجرة آلية على الطريق في غضون سنوات. كان من المتوقع أن يعلن عن خطط سيارة الأجرة الروبوتية الخاصة بشركة تيسلا في 8 أغسطس 2024،  ولكن تم نقل الحدث إلى 10 أكتوبر 2024. خلال هذا الحدث، عرضت شركة تسلا مركبتين جديدتين، سيارة تسلا سايبركاب ذات المقعدين، وسيارة تسلا روبوفان ذات 14 مقعدًا (بالإضافة إلى مساحة للوقوف)، والتي يمكنها حمل ما يصل إلى 20 راكبًا. وأكدت الشركة أيضًا أن جميع طرازاتها الأخرى من السيارات والشاحنات الصغيرة ستكون قابلة للاستخدام كروبوت أجرة بعد تحديث البرنامج والحصول على الموافقة التنظيمية، والتي تتوقعها في كاليفورنيا وتكساس عام 2025 على أقرب تقدير.

### تطويرات أخرى

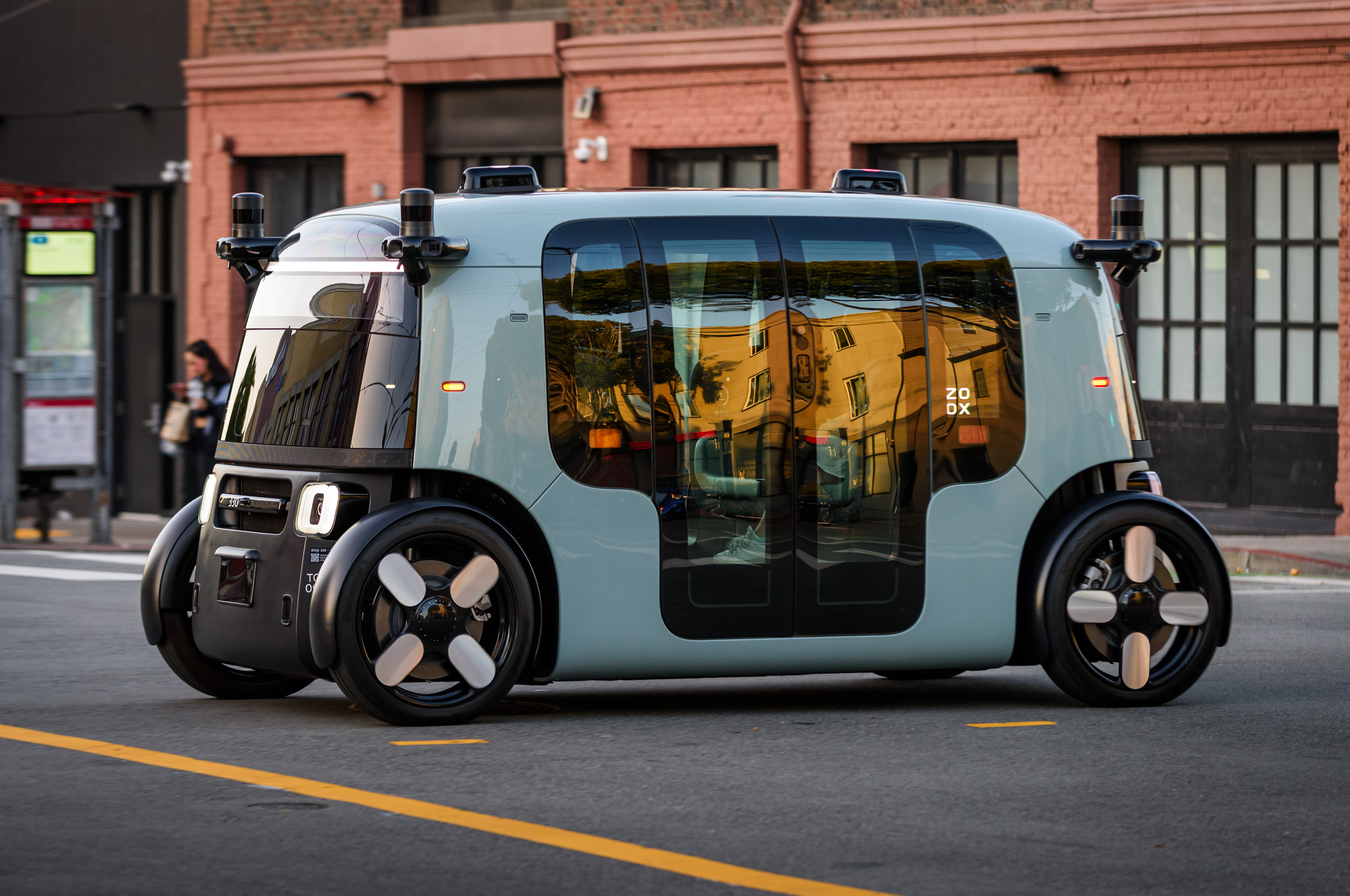
سيارة أجرة روبوتية من زووكس تم تصميمها خصيصًا للقيادة الذاتية في سان فرانسيسكو.

أعلنت العديد من شركات صناعة السيارات عن خططها في الفترة 2015-2018 لتطوير سيارات الأجرة الآلية قبل عام 2025 وتم توقيع شراكات محددة بين شركات صناعة السيارات ومقدمي التكنولوجيا ومشغلي الخدمة، بما في ذلك:
- أعلنت شركة Zoox الناشئة عام 2015 عن طموحها لبناء سيارة أجرة روبوتية من الصفر.[82]
- عام 2016، دخلت بي إم دبليو وشركة فيات كرايسلر للسيارات في شراكة مع شركة إنتل وشركة موبيل آي لتطوير سيارات الأجرة الروبوتية بحلول عام 2021.[83][84]
- عام 2016، دخلت شركة بايدو في شراكة مع شركة إنفيديا لتطوير السيارات ذاتية القيادة وسيارات الأجرة الآلية.[85]
- تعاونت شركة دايملرAG مع شركة بوش عام 2017 لتطوير البرنامج لخدمة سيارات الأجرة الآلية بحلول عام 2025.[86]
- تحالف رينو-نيسان-ميتسوبيشي يتعاون عام 2017 مع ترانس ديف ودي إن إيه لتطوير خدمات سيارات الأجرة الآلية في غضون 10 سنوات.[87][88]
- أطلقت شركة هوندا عام 2017 سيارة مفهومية ذاتية القيادة، NeuV، والتي تهدف إلى أن تكون سيارة أجرة روبوتية شخصية.[89]
- تخطط شركة فورد موتور عام 2017 لتطوير سيارة أجرة روبوتية بحلول عام 2021 من خلال الشراكات مع العديد من الشركات الناشئة.[90]
- استثمرت شركة فورد موتور مليار دولار في شركة Argo AI الناشئة عام 2017 لتطوير السيارات ذاتية القيادة وسيارات الأجرة الآلية؛ [91] تم حل الشركة الناشئة عام 2022 بواسطة شركة فورد.[92]
- دخلت شركة لايفت وفورد في شراكة عام 2017 لإضافة سيارات فورد ذاتية القيادة إلى شبكة لايفت لتأجير السيارات؛[93] تقود جوجل استثمارًا بقيمة مليار دولار عام 2017 في لايفت والذي قد يدعم استراتيجية وايمو الخاصة بسيارات الأجرة الآلية؛ عام 2021، تم بيع قسم القيادة الذاتية في Lyft إلى Toyota.[94]
- قامت شركة Delphi بشراء شركة نوتونوماي[الإنجليزية] الناشئة مقابل 400 مليون دولار عام 2017.[95]
- أعلنت شركة بارسونز عام 2017 عن شراكة مع شركة نظام التشغيل للتنقل الآلي Renovo.auto لنشر وتوسيع نطاق خدمات AMoD.[96]
- عام 2018، دخلت شركة ديدي تشوكسينج في شراكة مع تحالف رينو-نيسان-ميتسوبيشي وشركات صناعة سيارات أخرى لاستكشاف الإطلاق المستقبلي لخدمات سيارات الأجرة الآلية في الصين.[97]